# Paul Fredrik av Mecklenburg-Schwerin (1800–1842)
Paul Fredrik av Mecklenburg-Schwerin, född 15 september 1800 i Ludwigslust, död 7 mars 1842 i Schwerin, var regerande storhertig av Mecklenburg-Schwerin från 1837 till sin död 1842.

## Biografi
Han var son till arvstorhertig Fredrik Ludvig av Mecklenburg-Schwerin och hans första maka, Helena Pavlovna av Ryssland.
Gift i Berlin 25 maj 1822 med Alexandrine av Preussen (1803-1892), dotter till Fredrik Vilhelm III av Preussen och hans första maka Louise av Mecklenburg-Strelitz. Han blev storhertig av Mecklenburg-Schwerin 1837. Under hans regering flyttades det hertigliga residenset från Ludwigslust tillbaka till Schwerin (1837). Paul Fredrik och Alexandrine av Mecklenburg-Schwerin ligger begravda i Schwerins domkyrka. 
Paul Fredrik och Alexandrine av Mecklenburg-Schwerin hade tre barn:
- Fredrik Frans II av Mecklenburg-Schwerin (1823-1883)
- Luise Marie Helena av Mecklenburg-Schwerin (1824-1859), gift med furst Hugo von Windisch-Graetz
- Wilhelm av Mecklenburg-Schwerin (1827-1879), gift med sin kusin Alexandrine av Preussen (1842-1906), dotter till Albrekt av Preussen (1809-1872).